# Baltowie
Baltowie, lud Balti – grupa etniczna licząca ok. 109 tys. osób, zamieszkująca obszar historycznego Baltistanu, obejmujący terytoria administrowanego przez Pakistan Gilgit-Baltistanu i administrowanego przez Indie Ladakhu. Ilość Baltów mieszkających na terytorium administrowanym przez Indie, głównie w rejonie miast Kargil I Leh, jest znacznie mniejsza niż na terytorium pakistańskim. Poza regionem Kaszmiru Baltowie są rozproszeni po całym Pakistanie, a większość diaspory zamieszkuje znaczące ośrodki miejskie, takie jak Lahore, Karaczi, Islamabad i Rawalpindi. Mówią językiem balti i są wyznawcami islamu, głównie szyickiego. Zamieszkują przede wszystkim tereny górskie i utrzymują się z mało wydajnego w ich rejonie rolnictwa i sadownictwa.

## Pochodzenie

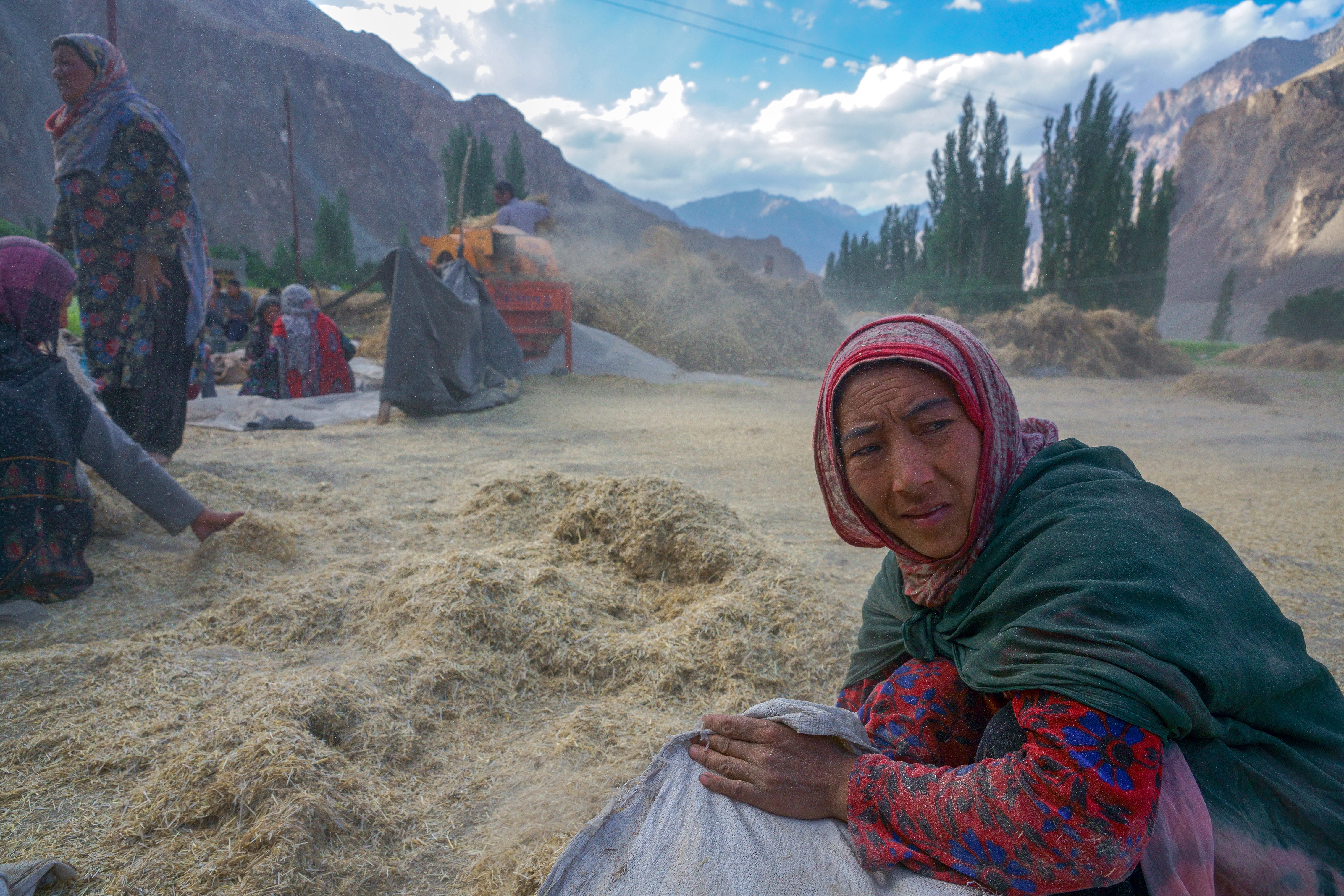
Kobiety Balti przy młócce gryki

Pochodzenie nazwy Balti nie jest ostatecznie wyjaśnione. Według badań ogłoszonych w grudniu 2020, przeprowadzonych wśród Baltów w Baltistanie, 20,6 - 26% ich genomu wykazuje pochodzenie tybetańskie i ta domieszka genów miała miejsce w okresie 39 do 21 pokoleń temu, czyli po podboju Baltistanu przez imperium tybetańskie. Większość badaczy uznaje niejednorodny charakter tego ludu, przy wielu spekulacjach umiejscawiających krainy ich pochodzenia w środkowym obszarze późniejszej Mongolii, wiążąc np. z Tatarami. Pierwsza pisemna wzmianka o ludzie Balti pojawiła się w II wieku p.n.e., za sprawą aleksandryjskiego astronoma i geografa Ptolemeusza, który nazywa ten region Byaltae. Sami Baltowie nazywają zamieszkały przez siebie kraj Balti-yul (tłm. „Kraina Baltów” ), a współczesne określenie Baltistan jest perskim tłumaczeniem tej nazwy.

## Język

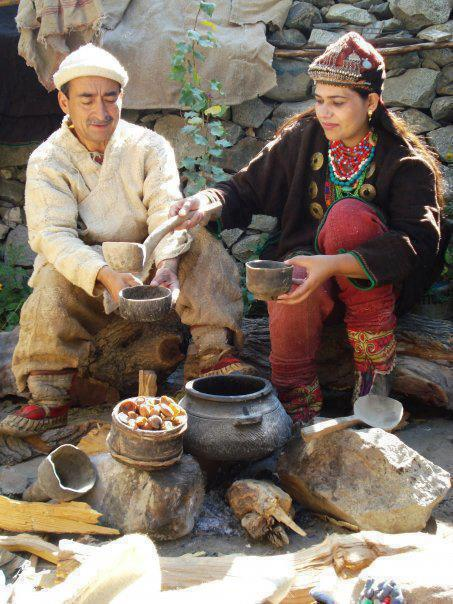
Współczesna pielęgnacja dawnego stroju i zwyczajów Balti

Język balti jest jednym z archaicznych dialektów z rodziny języków tybetańskich, obecnie pod znaczącym wpływem buruszaskiego, tureckiego i urdu, a także tekstów islamskich w języku perskim. Read (1934) mówił o nim jako o dialekcie języka tybetańskiego, natomiast Tournadre (2005) uważa go za wywodzący się z tej samej rodziny językowej, co ladakhi. Mimo iż istnieje kilka opracowań na jego temat (najwcześniejsze z 1934), nie sporządzono jak dotąd (2024) oficjalnej i standardowej wersji ani jego gramatyki ani ortografii. Piśmienni Baltowie z reguły posługują się w piśmie urdu, lepiej wykształceni także angielskim (oba oficjalne języki Pakistanu). Jakkolwiek język balti używany jest w wielu lokalnych wersjach, według Brandt (2021) za dialekt najbardziej zbliżony do widzianego jako standardowy uznawany jest dość powszechnie ten używany w Skardu, głównym mieście Baltistanu. Na terenie regionu Gilgit-Baltistan balti jest obok języków buruszaskiego, szina i in. jednym z pięciu głównych lokalnych języków. Niektóre badania wskazują na to, że pakistańska polityka forsowania języka urdu w szkołach prowadzi do stopniowego zanikania tego języka w życiu Baltów.

## Religia
Bön i buddyzm tybetański były dominującymi religiami praktykowanymi przez Baltów aż do nadejścia islamu do Baltistanu w XIV wieku, przy czym większość z nich przeszła na islam pod koniec XVII wieku. Obecnie najbardziej rozpowszechniony wśród nich jest islam szyicki, przez co są religijnie i społecznie bardziej zbliżeni do Iranu niż do Pakistanu, którego ludność wyznaje przeważnie islam sunnicki. Wśród wszystkich mieszkańców Baltistanu, w tym Baltów, według niektórych tekstów, np. na portalu HimālSouthasia, obok 60% szyitów i 10% sunnitów, są też wyznawcy islamskiej sekty Noorbakhshia (wg innej pisowni ang. Nurbakhshia). Ten fakt, choć nie dokładne dane liczbowe, potwierdza także inny tekst na nieistniejącym już portalu baltistan.eus. Bardziej autorytatywne źródła akademickie podają: ok. 65% mieszkańców Baltistanu to wyznawców szyizmu, ok. 30% Nurbakhshia i ok. 5% to sunnici. Według badań Sökefelda społeczność wyznawców Nurbakhshia jest nieliczna. Religijne społeczności Baltów są w zasadzie endogamiczne i patriarchalne, kobiety jednak mają znaczną swobodę w poruszaniu się poza domem i uczestniczą w ceremoniach religijnych. Nie wszyscy badacze jednak to potwierdzają. Jak podaje portal HimālSouthasia, w Baltistanie zaczyna być widoczne pozytywne nastawienie do tradycji przedislamskich.

## Sytuacja polityczna

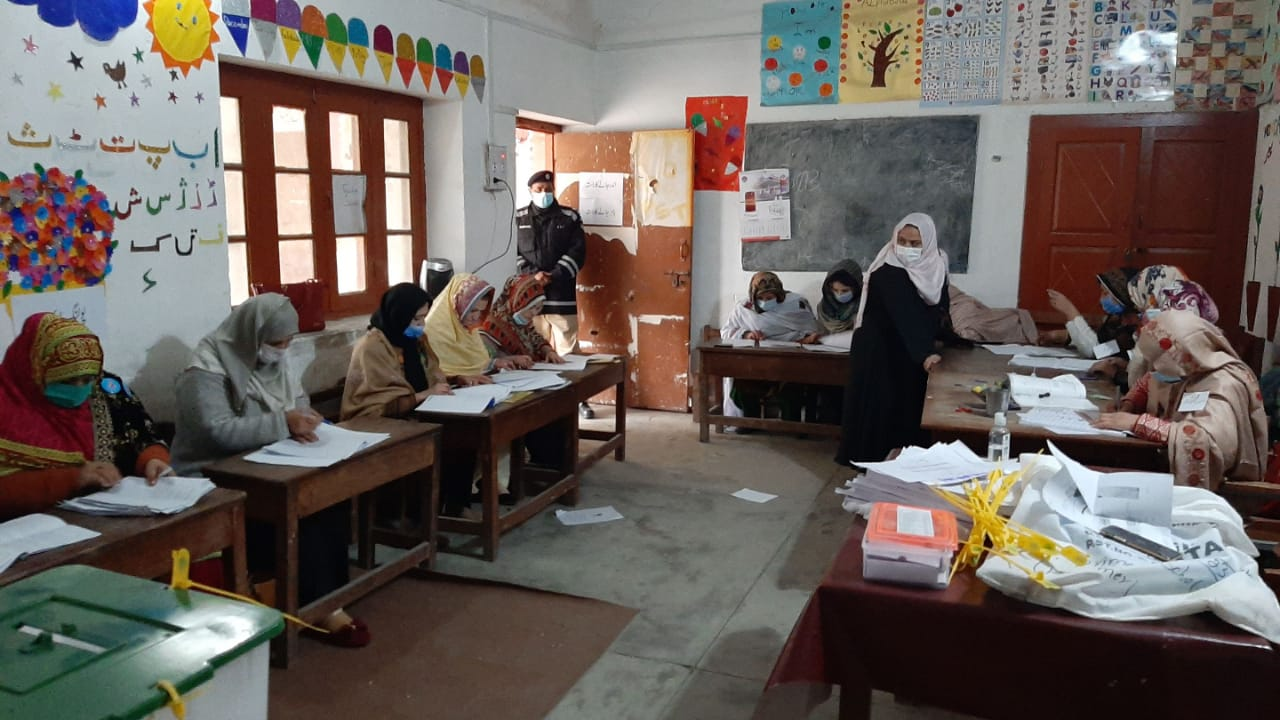
Głosowanie 15 listopada 2020 (kobiety oddają głos osobno) do jednoizbowego zgromadzenia regionu Gilgit-Baltistan

Sporny status Kaszmiru prowadzi do kwestii zarówno przynależności państwowej, jak i zakresu praw obywatelskich mieszkańców regionu Gilgit-Baltistan, w tym Baltów. Brandt (2021) podaje jako przykład tej geopolitycznej niejasności fakt, że mieszkańcy Gilgit-Baltistan mają co prawda pakistańskie dowody tożsamości, ale nie mają prawa głosowania w wyborach powszechnych. W rezultacie nie mają reprezentacji w Zgromadzeniu Narodowym Pakistanu. Baltowie mieszkają zatem na terenach administrowanych przez rządy pakistańskie, ale faktycznie nie wcielonych do Pakistanu, od 2009 mających jako Gilgit-Baltistan pewną formę ograniczonej samorządności. Czynnikiem jednoczącym Baltów jest wspólnota językowa, natomiast poczucie etnicznej odrębności, jak podkreśla Brandt (2021), ani nie manifestowało się w przeszłości ani nie jest dziś powszechne i dotyczy raczej wykształconej ludności miejskiej. O współczesnym kształtowaniu się poczucia tożsamości Baltów i podtrzymywaniu więzów między Baltami zarówna w pakistańskiej części Baltistanu, jak i w Ladakhu mówi natomiast tekst w regionalnym magazynie „Himal Southasia” (1998). W perspektywie historycznej wyróżnia się wspólne tybetańskie pochodzenie Baltów, mieszkańców tego regionu, który Mogołowie nazywali Mały Tybet. We współczesnych społecznościach Baltów nadal spotyka się odniesienia do tej wspólnej tybetańskiej przeszłości. Natomiast ze względu na szyicką wspólnotę religijną żywe są wśród Baltów powiązania z Islamską Republiką Iranu. Niektórzy badacze polityczno-narodowościowej sytuacji pakistańskiej części Baltistanu w pierwszej dekadzie XXI wieku (Dryland i Syed, 2011) argumentują, że polityka rządów pakistańskich od 1947 wobec ludu Balti jest w gruncie rzeczy kontynuacją wcześniejszej polityki hegemonicznej na tych terenach (np. brytyjskiej), choć przy obecności oczywistych różnic co do formy i charakteru tej postkolonizacji. Jednocześnie wskazują oni na prawdopodobnie trudniejsze położenie Baltów w administrowanym przez Indie Ladakhu i raczej hipotetyczną ideę autonomicznej wspólnoty obejmującej zamieszkałe przy Baltów tereny pakistańskiego Baltistanu i indyjskiego Ladakhu.